# Pierre Bouassi
Pierre Bouassi, né en 1966, est un homme politique libanais du parti Forces libanaises.

## Biographie
Il est élu à la Chambre des députés lors des Élections législatives libanaises de 2018.